# Forkenhof
Forkenhof ist ein Gemeindeteil in der Gemeinde Bindlach im Landkreis Bayreuth (Oberfranken, Bayern). Forkenhof liegt in der Gemarkung Euben.

## Geographie
Die Einöde bildet mit Theta im Süden eine geschlossene Siedlung. Sie liegt auf dem Höhenzug der Hohen Warte. Forkenhof umfasst ein Wohngebäude (Haus Nr. 28 von Theta) und zwei Scheunen und ist in der Bayerischen Denkmalliste als Wohnstallhaus aus Sandsteinquadern mit Halbwalmdach und Fassadendekor verzeichnet.

## Geschichte

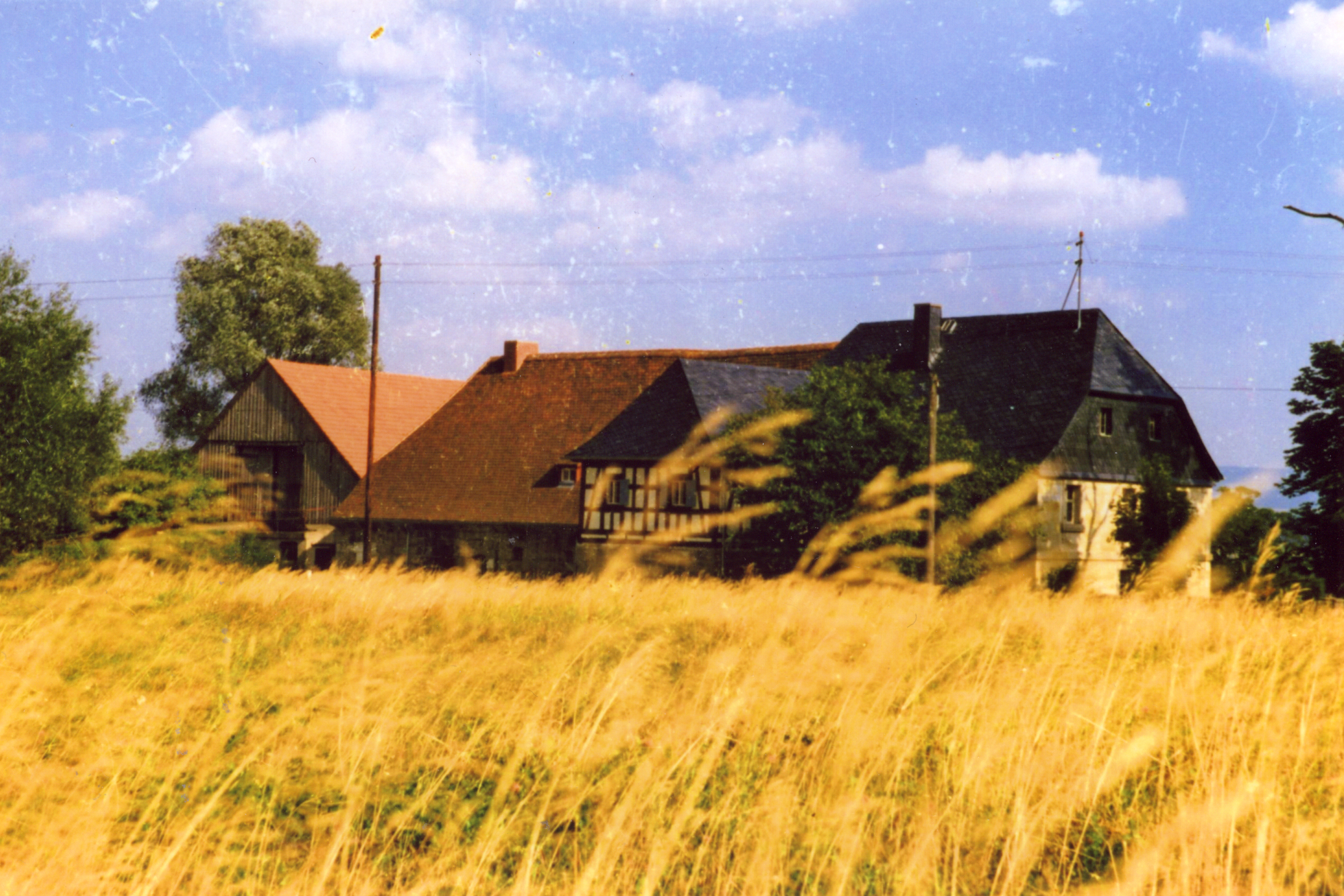
Der Forkenhof, Ansicht von Südwesten

Der Hof wurde 1386 erstmals urkundlich erwähnt, ab 1624 liegt der vollständige Nachweis der Besitzer vor.
Herausragende Persönlichkeit war Johann Peter Popp, der von 1790 bis 1860 lebte und das Gesicht des Hofes, wie er sich heute noch darstellt, prägte. Er ließ 1832 den zweigeschossigen Wohnhausteil und 1835 die alte Scheune errichten, die ursprünglich nach Osten um zwei Ösenfelder länger war. Wahrscheinlich geht auch der Fachwerkanbau mit dem alten Saal auf ihn zurück. Das Erdgeschoss des Wohnstallhauses wurde vermutlich nach dem Dreißigjährigen Krieg erbaut. Diese Annahme stützt sich auf den stilistischen Habitus vor allem der Gesimsausbildung, aber auch auf die sich seinerzeit langsam durchsetzende Einhaltung der Bauvorschriften. Massivholz wie im Zwerchgiebelbereich dürfte unter Markgraf Christian Ernst nicht mehr verwendet worden sein. Auch die Neigung des Dachs zeigt, dass dieses zunächst nicht für eine harte Bedachung konzipiert war, ein weiterer Fingerzeig auf eine Erbauungszeit spätestens vor der zweiten Hälfte des 18. Jahrhunderts.

Schmied Johannes Hübsch auf dem Forkenhof, 1935

1867 baute Johann Popp, Enkel des Johann Peter Popp, etwa 100 Meter vom Gehöft entfernt ein kleines Brauhaus, das um 1950 abgebrochen wurde. Im Jahr 1872 ließ seine Witwe, Katharina Popp, das Nebengebäude gegenüber dem Wohnhaus in der Flucht der alten Scheune zu einer Schmiede mit einer kleinen Wohnung für den Schmied ausbauen. Dieses Gebäude wurde während des Zweiten Weltkriegs abgebrochen; auf seine Reste stößt man im Gemüsegarten immer wieder. 1938 wurde die neue Scheune errichtet. Die Renovierungen in der ersten Hälfte des 20. Jahrhunderts hatten zwar keine wesentlichen Eingriffe in die kunsthistorische Substanz des Wohnhauses zur Folge, sie waren aber auch in bautechnischer Hinsicht unzulänglich, so dass an mehreren Stellen erhebliche Schäden an den Holzkonstruktionen zu beklagen waren.
In den Jahren 1946/47 wurde der Forkenhof im Rahmen der Hachschara-Bewegung vom Kibbuz Afikim als Ausbildungsstätte für jüdische Überlebende des Holocausts zur Vorbereitung der Besiedelung Palästinas genutzt, nachdem dessen Besitzer wegen seiner NS-Verstrickung ausquartiert worden war. Die UN-Flüchtlingsbehörde UNRRA versorgte die Menschen mit Kleidung, Verpflegung und Medikamenten. Durchschnittlich wohnten dort etwa 60 – anfangs vor allem jüngere – Displaced Persons (DPs), die im Januar 1946 mit dem Aufbau einer kollektiven Farm begannen. Später kamen ältere Personen und Kinder hinzu. Nach unumgänglichen Instandsetzungsarbeiten wurden im Frühjahr 1946 die Felder bestellt, Kühe und Kälber wurden gehalten. Bereits im Sommer 1946 wanderten die ersten 20 Bewohner des Forkenhofs nach Palästina aus. Von den einheimischen Bauernfamilien wurden die „Kibbuzniks“ nicht mit Wohlwollen betrachtet. Die Letzten der landwirtschaftlichen Umschüler verließen das Anwesen im Jahr 1947.
Der Kreisheimatpfleger Richard Zühlcke erwarb den Hof 1977 und restaurierte ihn nach denkmalpflegerischen Gesichtspunkten. Oberstes Ziel war es, die vorhandene Bausubstanz zu sichern.

### Verwaltung
Forkenhof gehörte zur Realgemeinde Obergräfenthal. Gegen Ende des 18. Jahrhunderts bestand Forkenhof aus einem Anwesen. Die Hochgerichtsbarkeit stand dem bayreuthischen Stadtvogteiamt Bayreuth zu. Das Hofkastenamt Bayreuth war Grundherr des Ganzhofes.
Von 1797 bis 1810 unterstand der Ort dem Justiz- und Kammeramt Bayreuth. Mit dem Gemeindeedikt wurde Forkenhof dem 1812 gebildeten Steuerdistrikt Ramsenthal und der zugleich gebildeten Ruralgemeinde Theta zugewiesen. Mit dem Gemeindeedikt von 1818 erfolgte die Eingemeindung nach Euben. Am 1. Januar 1978 wurde Forkenhof im Zuge der Gebietsreform in Bayern nach Bindlach eingegliedert.

### Einwohnerentwicklung
| Jahr      | 001822 | 001861 | 001871 | 001885 | 001900 | 001925 | 001950 | 001961 | 001970 | 001987 |
| Einwohner | 8      | 10     | 20     | 23     | 22     | 14     | 14     | 5      | 2      | 6      |
| Häuser    | 1      |        |        | 2      | 2      | 2      | 1      | 1      |        | 1      |
| Quelle    | [ 9 ]  | [ 12 ] | [ 13 ] | [ 14 ] | [ 15 ] | [ 16 ] | [ 17 ] | [ 18 ] | [ 19 ] | [ 1 ]  |

### Religion
Forkenhof ist seit der Reformation evangelisch-lutherisch geprägt und nach St. Bartholomäus (Bindlach) gepfarrt.

## Baukörper
Der reizvolle Dreiklang der Gebäudemasse Wohnhaus – Stall – Fachwerkanbau ist nicht auf einmal entstanden:
Zunächst dürfte ein einheitlicher erdgeschossiger Baukörper vorhanden gewesen sein, dessen Konturen heute noch durch den Stalltrakt dargestellt werden. Der Wohnteil besaß einen kräftigen Zwerchgiebel, den heute noch vorhandenen neben dem Neubau. Das Wohnhaus wird bis zu dem Absatz im Sockel des jetzigen 2,23 m von der Kante gereicht haben. Der Zwerchgiebel wird von zwei Gauben flankiert gewesen sein; im dritten Sparren neben dem Zwerchgiebel ist noch die Auskämmung vorhanden (die Gaube saß im zweiten Sparrenfeld – die jetzige sitzt im dritten). Der First wird durchlaufend gewesen sein. Der Giebel besaß wie der erhaltene Nordgiebel wahrscheinlich einen Krüppelwalm; der Vergleich mit anderen erdgeschossigen Häusern ließe auch die Annahme zu, dass es nicht der Fall war. Das Untergeschoss des Fachwerkanbaus wird schon vorhanden gewesen sein, allerdings nicht im heutigen Ausmaß; dies lässt die Fuge in den Kellergewölben vermuten. Fraglich ist die Art und Form der Abdeckung der Kellergewölbe. Zunächst lief jedenfalls das profilierte Holzgesims des Neubaus über die ganze Straßenseite durch; ein Schleppdach scheidet somit aus. Die Sandsteinwand zum Fachwerkanbau lässt aber auch keinerlei Anschluss eines Satteldaches erkennen. Es wird also nur eine bewachsene Erdabdeckung gewesen sein. Diese Vermutung wird durch die Sockelausbildung bestärkt.
Der Fachwerkanbau kam offensichtlich erst einige Jahrzehnte nach 1832 hinzu. Sein Dachgesims ist anders profiliert. Die  handwerkliche Ausführung lässt vermuten, dass es noch in der Nähe der Jahrhundertmitte entstand. Mit dem Anbau wird auch die Vergrößerung der Kellergewölbe erfolgt sein.
Der ursprüngliche Quaderbau könnte nach dem Dreißigjährigen Krieg unter Verwendung vorhandener Substanz entstanden sein. Die Hoflage selbst gab es nach dem Jahrbuch von 1386 schon im frühen Mittelalter. Aus dem früheren Bestand könnten vielleicht die Kreuzgewölbe und die kleine Stube stammen, evtl. auch die schwarze Küche und die Kellergewölbe, sowie die beiden Blockstuben im Obergeschoss.